# Гиниятулин, Роман Русланович
Роман Русланович Гиниятулин (род. 15 октября 1997 года) — российский пловец в ластах.

## Карьера
Рекордсмен мира на дистанциях 100 метров плавания в ластах, 50 метров плавание в ластах, эстафетное плавание 4 по 100 метров среди юношей.
Четырёхкратный победитель Первенства мира среди юношей 2014 года.
Тренируется у Станислава Акулова в СДЮСШОР № 7 по водным видам спорта г. Челябинска.
Чемпион и бронзовый призёр чемпионата Европы 2014 года.
Участник Европейских игры 2015 в городе Баку.